# Prenasteridae
Famille
Les Prenasteridae sont une famille d'oursins dits « irréguliers » de l'ordre  des Spatangoida.

## Description et caractéristiques

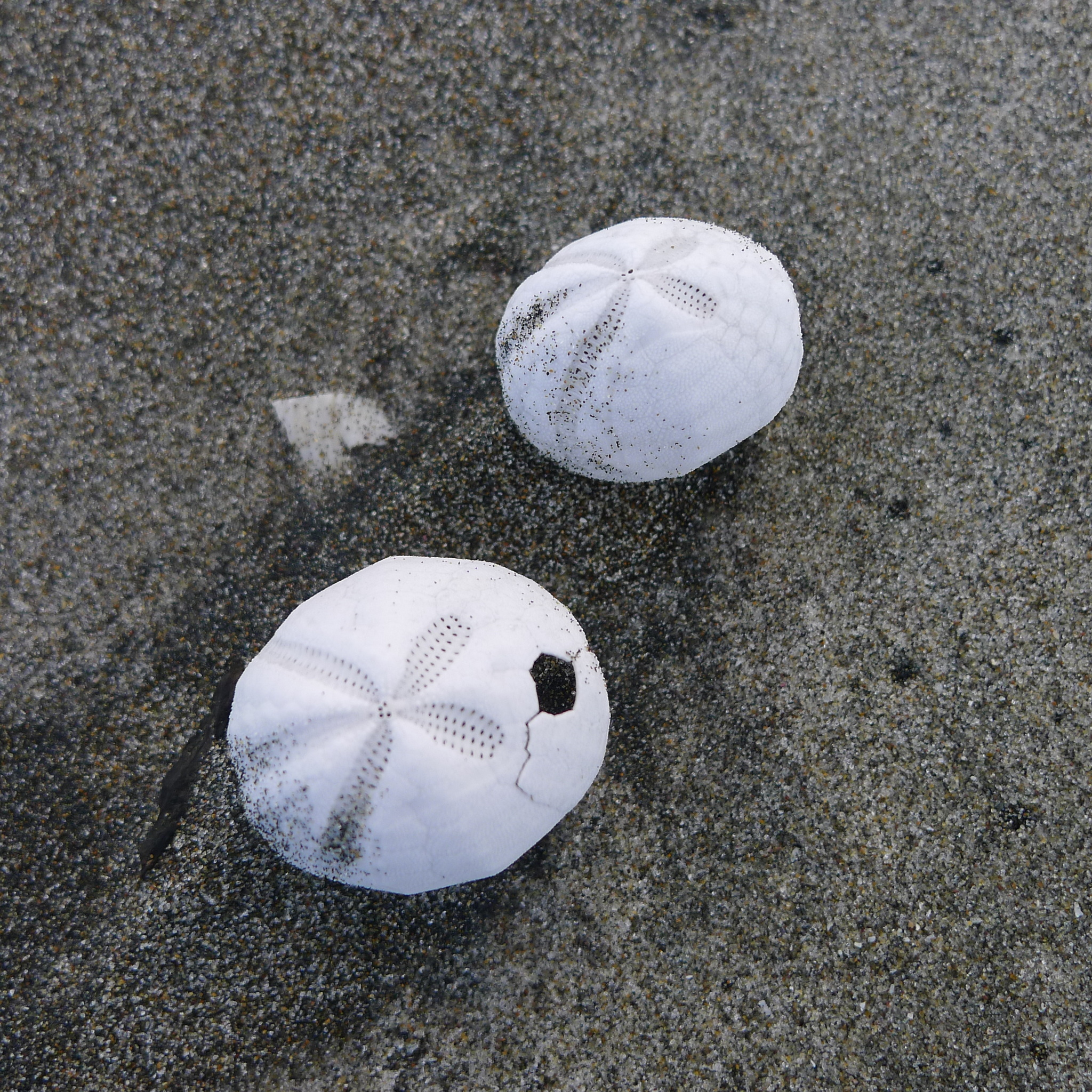
Agassizia scrobiculata échoués sur une plage de Basse-Californie.

Ce sont des oursins irréguliers dont la bouche et l'anus se sont déplacés de leurs pôles pour former un « avant » et un « arrière ». La bouche se situe donc dans le premier quart de la face orale, et l'anus se trouve à l'opposé, tourné vers l'arrière. La coquille (appelée « test ») s'est également allongée dans ce sens antéro-postérieur.
Le test est ovale, avec ou sans sulcus antérieur.

Le disque apical est ethmolytique et porte trois ou quatre gonopores.

L'ambulacre antérieur est étroit, sans paires de pores différentiées et podia de creusage.

Les pétales sont droits et légèrement enfoncés (parfois presque droits), avec des paires de pores allongées.

Les plaques sternales sont marges et tuberculées, et les plaques épisternales écartées en doubles séries, non indentées aux plaques ambulacraires.

Les fascioles marginal et de pétale sont combinés antérieurement, la bande de combinaison dépassant plusieurs plaques sous la fin des pétales antérieurs. La tuberculation aborale est hétérogène.
Cette famille semble être apparue au Crétacé (Campanien-Maastrichtien). On n'en connaît que 4 espèces vivantes à l'heure actuelle, mais de nombreuses espèces fossiles.

## Liste des genres
Selon World Register of Marine Species (13 juin 2014) :
- genre Agassizia Valenciennes, 1846 -- 2 espèces actuelles
- genre Anisaster Pomel, 1886 †
- genre Antiquobrissus Szörényi, 1955 †
- genre Cagaster Nisiyama, 1968 †
- genre Eoagassizia Grant & Hertlein, 1938 †
- genre Holcopneustes Cotteau, 1889c †
- genre Peribrissus Pomel, 1869 †
- genre Prenaster Desor, 1853 -- 1 espèce actuelle
- genre Tripylus Philippi, 1845 -- 1 espèce actuelle

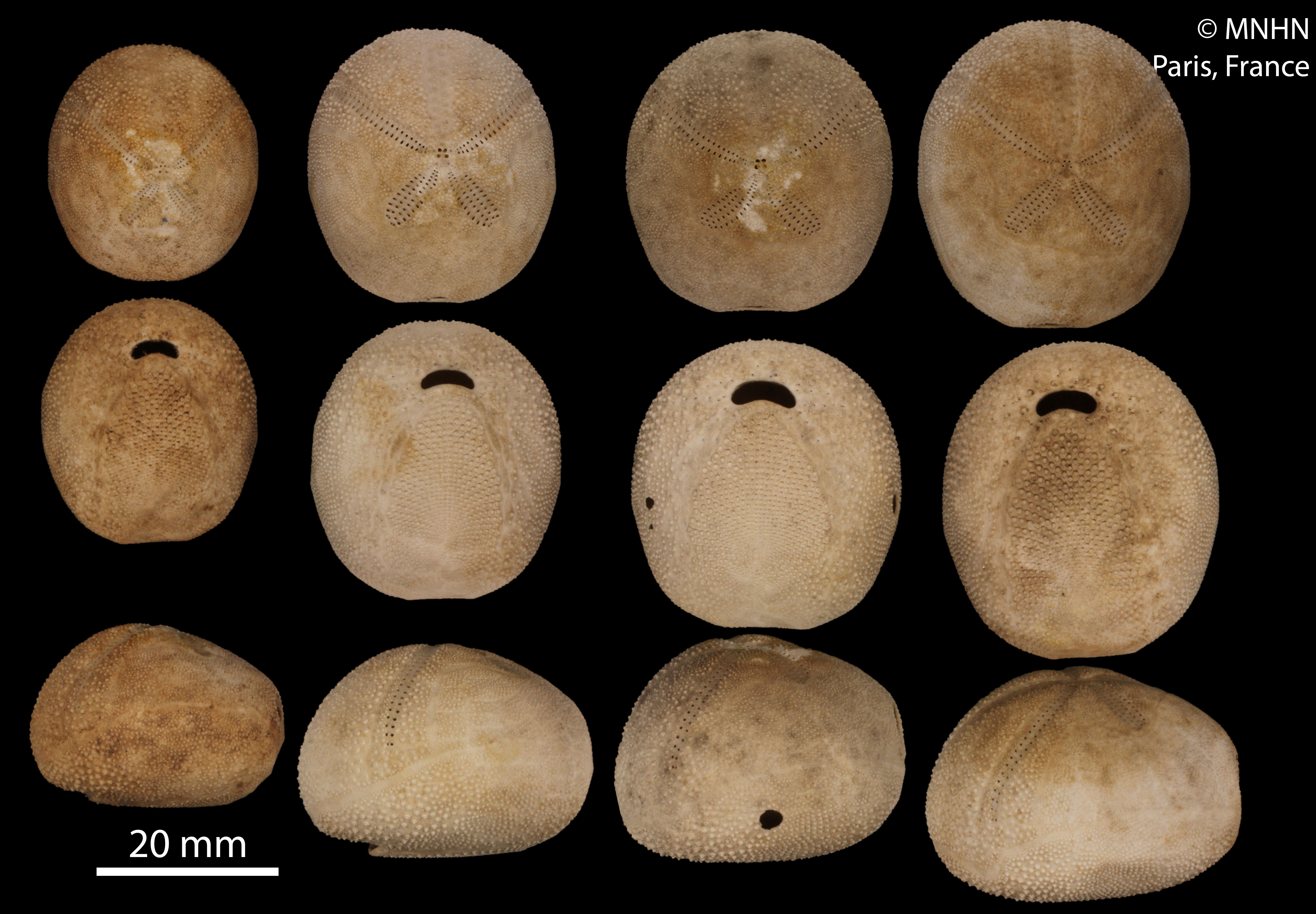
Agassizia scrobiculata.
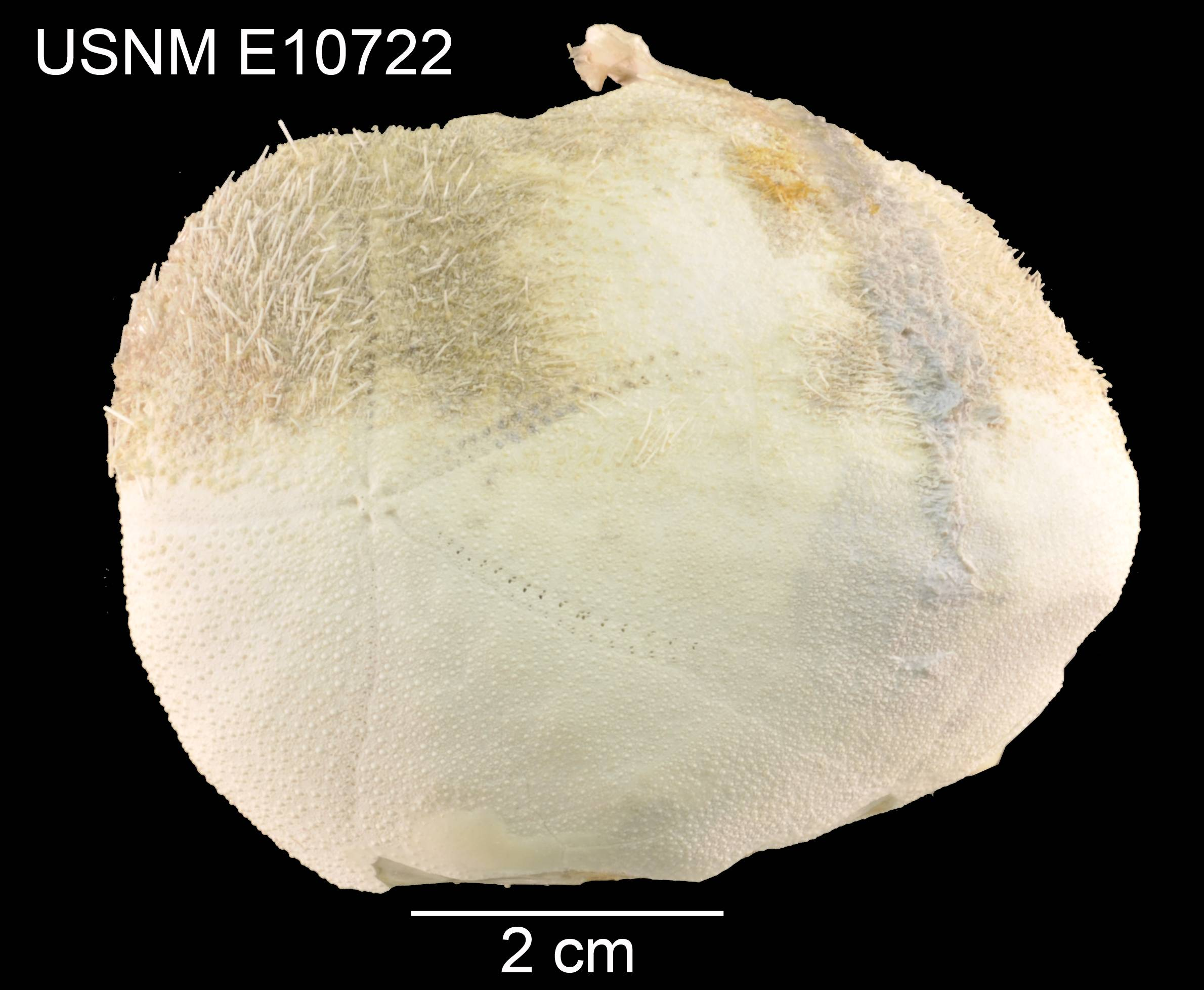
Prenaster enodatus.
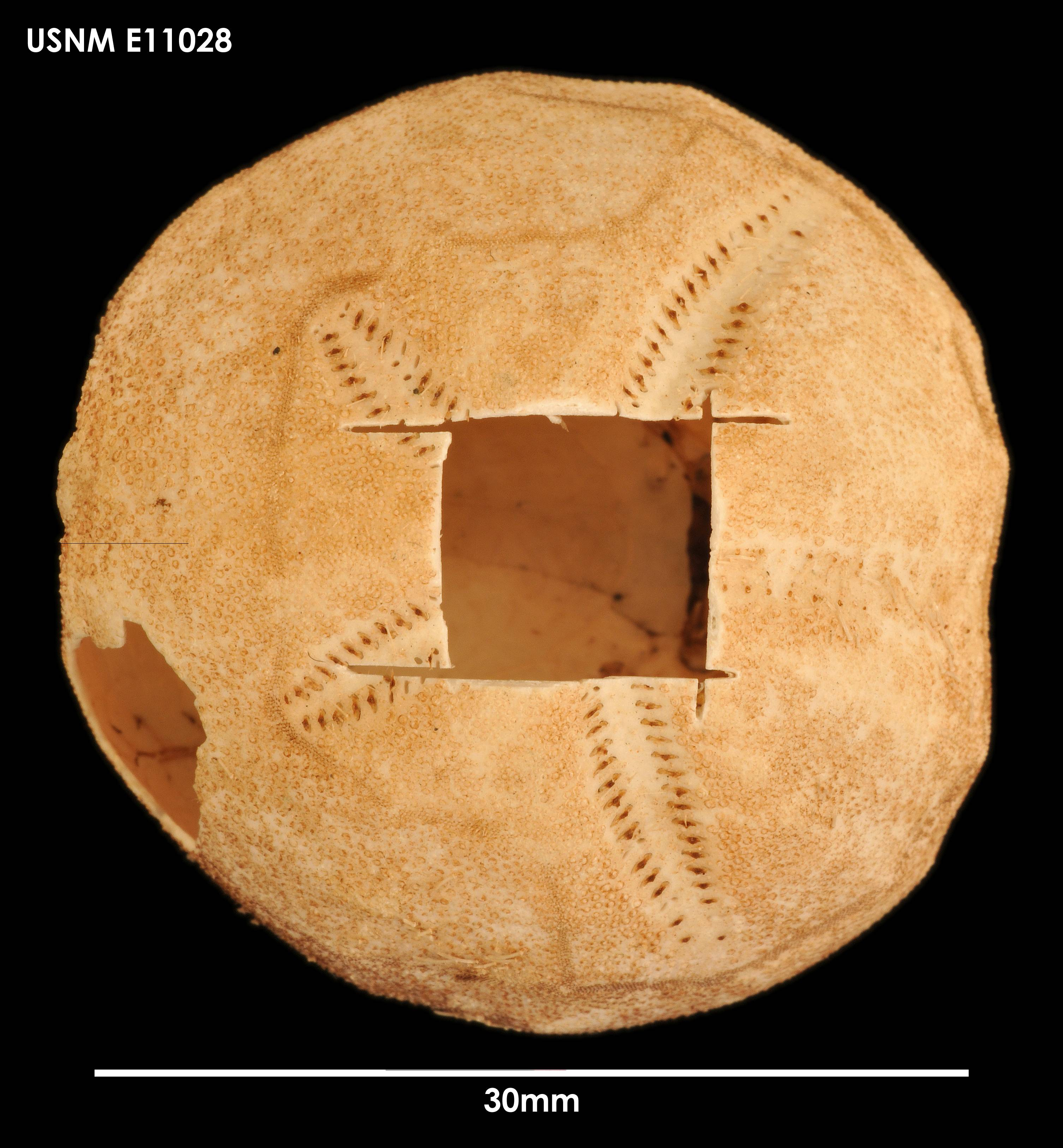
Tripylus excavatus.